# Cladosporium adianticola
Cladosporium adianticola är en svampart som beskrevs av R.F. Castañeda 1987. Cladosporium adianticola ingår i släktet Cladosporium och familjen Davidiellaceae.   Inga underarter finns listade i Catalogue of Life.